# Rushton Triangular Lodge
Il Rushton Triangular Lodge è un capriccio architettonico collocato vicino a Rushton, nel Northamptonshire (Inghilterra), e progettato da Thomas Tresham.

## Storia
Tresham era un politico cattolico che, verso la fine del sedicesimo secolo, fu imprigionato più volte per essersi rifiutato di diventare protestante. Dopo essere stato scarcerato nel 1593, progettò la Rushton Triangular Lodge per rivendicare la sua fede in segno di protesta. Decise pertanto di creare una struttura che presentasse il maggior numero possibile di allusioni alla sacra Trinità conferendo, ad esempio, una pianta triangolare all'edificio e sormontando ciascuna delle sue pareti con tre timpani decorativi.
La struttura, iniziata nel 1593 e ultimata nel 1597 nelle immediate vicinanze della conigliera della tenuta dei Tresham, fu, tra gli edifici progettati dal nobile, l'unico che Tresham ebbe modo di vedere completato prima di morire nel 1605.
Nel suo The Buildings of England: Northamptonshire del 1961, Nikolaus Pevsner affermò che «(il Rushton Triangular Lodge) è una testimonianza di fede e deve essere pertanto trattato con rispetto». Pevsner considerò il Rushton Triangular Lodge così importante dal punto di vista architettonico da utilizzare una fotografia dell'edificio come copertina delle prime due edizioni del suo libro. Il Rushton Triangular Lodge fa oggi parte dell'English Heritage e rientra fra i cosiddetti Monumenti classificati di Grade I.

## Descrizione
Il Rushton Triangular Lodge sorge nei pressi della tenuta dei Tresham, in una zona di campi di colza vicina a Rushton (Northamptonshire) e a 6,4 chilometri a nord-ovest di Kettering. La struttura, di tre piani e composta di arenaria e calcare, presenta una pianta a triangolo equilatero e ciascuna delle sue pareti, lunga esattamente 33 piedi (10 metri), è sormontata da tre timpani decorati da piccoli obelischi, sotto i quali vi sono dei doccioni decorativi. 
Ogni piano presenta tre finestre: quelle del primo piano presentano complessi motivi triangolari circondati da una decorazione a trifoglio (simbolo della famiglia Tresham), quelle del piano terra sono a losanga e presentano 12 aperture circolari che circondano una fessura cruciforme centrale, mentre quelle del seminterrato, molto più piccole di tutte le altre, sono semplici fessure triangolari con un motivo a trifoglio simile a quello delle finestre del piano superiore. Le finestre del primo piano e del piano terra sono tutte diverse e circondate da stemmi araldici di varie famiglie nobili. 
Su ogni facciata è presente un'iscrizione latina con 33 caratteri, ciascuna tratta dalla Bibbia: Aperiatur terra & germinet Salvatorem ("Lascia che la terra si apra e ... porti avanti la salvezza"), Quis separabit nos a charitate Christi?: ("Chi ci separerà dall'amore di Cristo?") e Consideravi opera tua, Domine, et expavi: ("Ho contemplato le tue opere, o Signore, e avevo paura"). L'ingresso, presente nella facciata a sud-est, è leggermente rialzato e vi si accede tramite una scalinata. Sopra la porta è presente l'emblema dei Tresham e la scritta "Tres testimonium dant", traducibile al contempo come "il numero tre porta testimonianza" o "Tresham porta testimonianza" ("Tres" era infatti il nomignolo con cui la moglie di Tresham si rivolgeva a lui nelle sue lettere).
All'interno, ogni piano è composto da una stanza esagonale principale collegata ad altre stanze più piccole. Ogni piano è raggiungibile tramite una scala a chiocciola. Il Lodge presenta un camino triangolare.

## Simbolismo

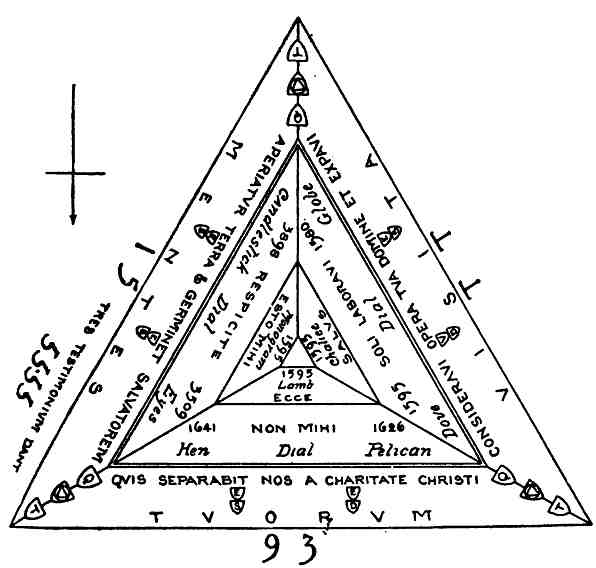
Diagramma che riporta le iscrizioni e le cifre rappresentate sul Rushton Triangular Lodge

Le ripetute allusioni al numero "3" che caratterizzano il Rushton Triangular Lodge sono un chiaro riferimento alla Trinità cristiana e una testimonianza di fede cattolica da parte di Thomas Tresham, oltre che un implicito riferimento al nome della casata Tresham. Inoltre, il capriccio rappresenta un esempio di amore elisabettiano per l'allegoria. Nei timpani e nelle facciate sono infatti raffigurati vari numeri fra cui il "3509" e il "3898" che, secondo l'allegoria cristiana in voga al tempo, rappresenterebbero le date in cui sarebbero avvenute la Creazione e la Chiamata di Abramo.
Fra gli altri numeri raffigurati vi è il "1580" (che si ritiene essere la data in cui Tresham si convertì al cattolicesimo); se tale numero funge da sottraente alle cifre "1626" e "1641" rappresentate in altri punti dell'edificio, si ottengono come risultati "33" e "48"; che sarebbero le date della morte di Gesù e di Maria. Si presume anche che il numero "5555" presente sopra la porta sia il risultato della somma di 1593, anno in cui venne concepito l'edificio, e 3962, ritenuta la data del Diluvio universale.
Fra gli altri simboli presenti vi sono il candelabro a sette braccia, una placca eptagonale con i sette occhi di Dio, l'immagine della pietà del pellicano (simbolo di Cristo e dell'eucaristia), una gallina assieme a dei pulcini (un simbolo della carità di Cristo), una colomba con un serpente, e la mano di Dio che tocca un globo. Il camino è sormontato dalla sigla "IHS" (il cristogramma), dall'agnello di Dio e da un calice.

## Galleria d'immagini

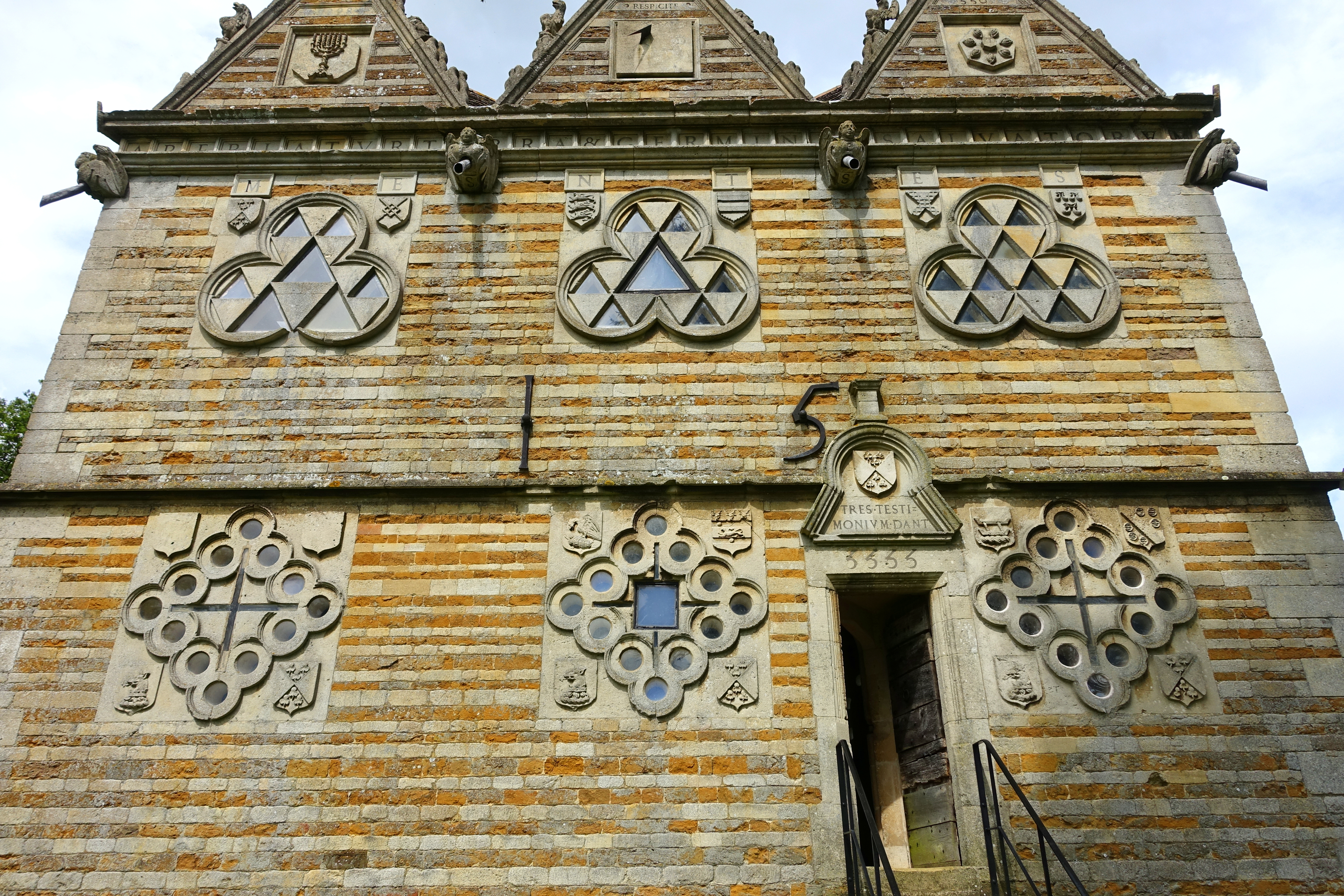
La facciata principale
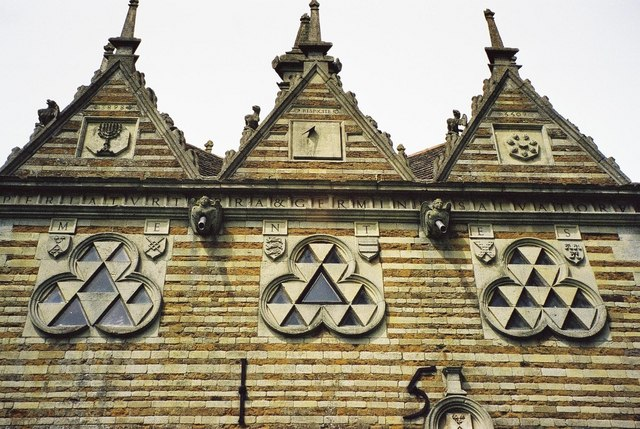
Particolare dei timpani e delle finestre del primo piano
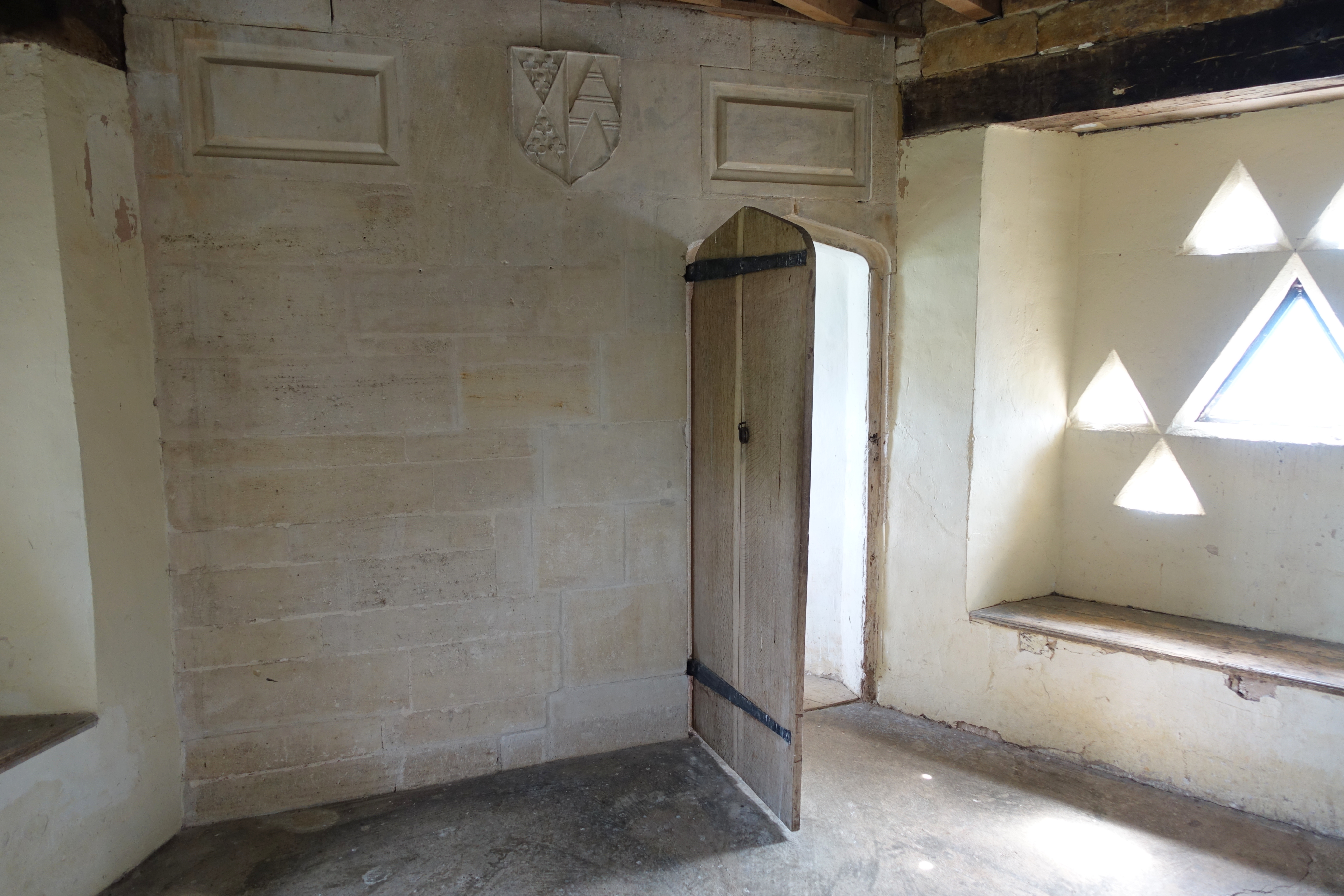
Particolare dell'interno
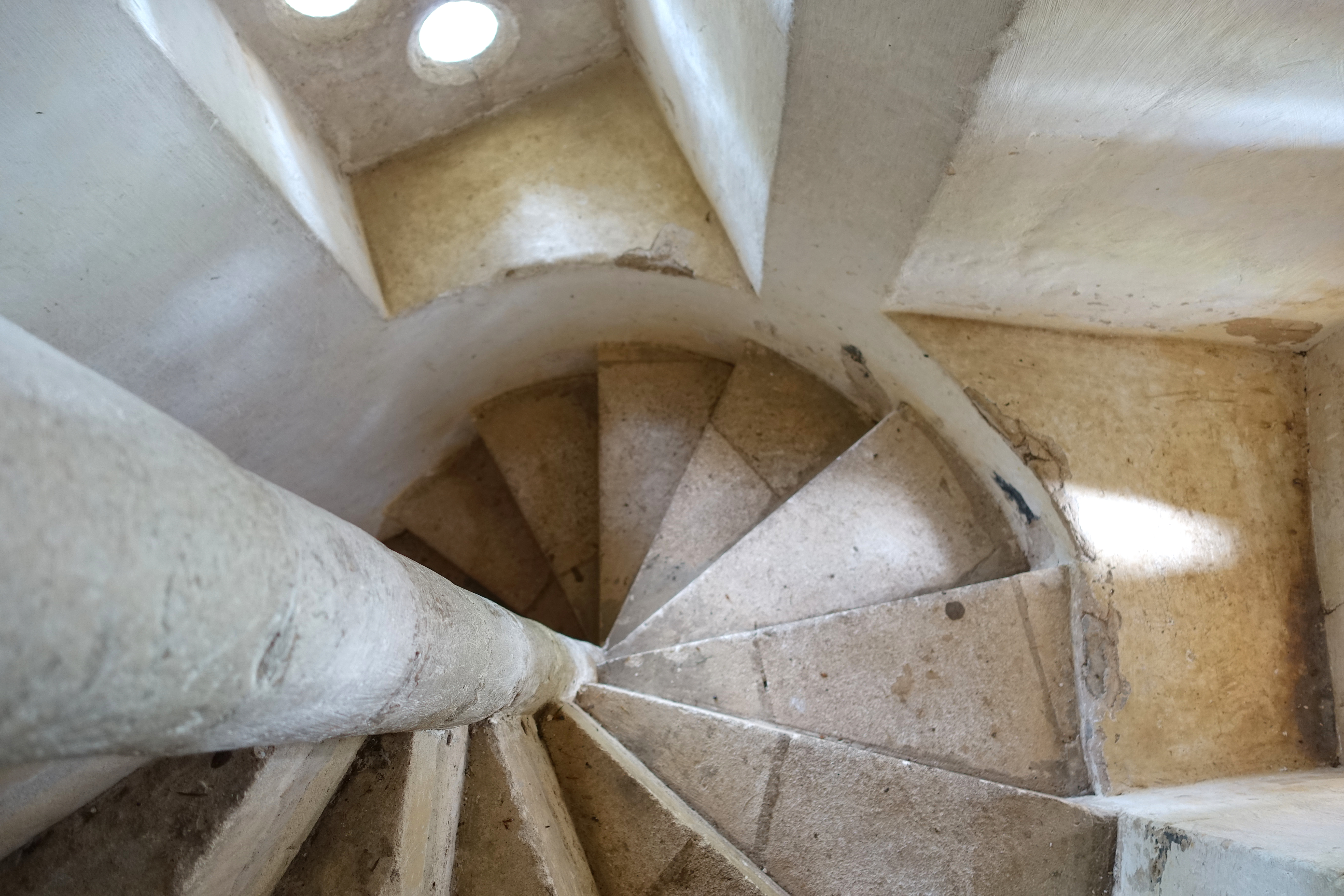
La scala a chiocciola